# 披针叶山桂花
披针叶山桂花（学名：Bennettiodendron lanceolatum），为大风子科山桂花属下的一个植物种。